# Margency
Margency ist eine französische Gemeinde mit 2.954 Einwohnern (Stand 1. Januar 2022) im Département Val-d’Oise der Region Île-de-France; sie gehört zum Arrondissement Sarcelles und zum Kanton Montmorency. Die Einwohner nennen sich Margencéens.

## Geografie
Margency befindet sich etwa 20 Kilometer nördlich von Paris. Umgeben wird Margency von den Nachbargemeinden Montlignon im Norden und Nordwesten, Andilly im Osten und Nordosten sowie Eaubonne im Süden und Westen.

## Bevölkerungsentwicklung
| Jahr      | 1962 | 1968 | 1975 | 1982 | 1990 | 1999 | 2006 | 2011 |
| Einwohner | 612  | 860  | 1468 | 2451 | 2745 | 2587 | 2824 | 2893 |

## Sehenswürdigkeiten

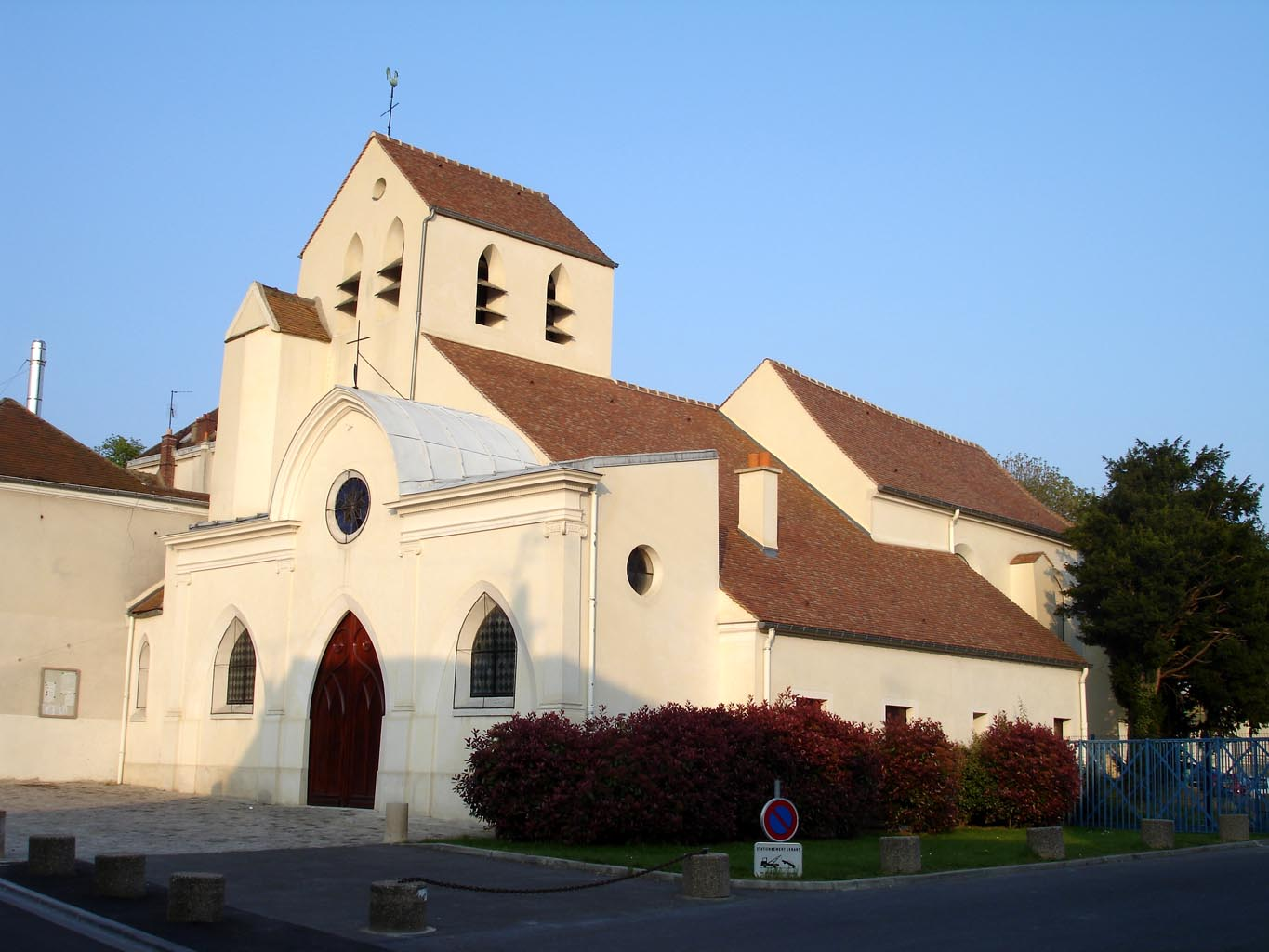
Kirche La Nativité de la Sainte-Vierge

- Kirche La Nativité de la Sainte-Vierge, ursprünglich im 15. Jahrhundert erbaut, im 18. Jahrhundert komplett umgestaltet
- Schloss Le Grand-Bury
- Schloss Le Petit-Bury, erbaut 1910, seit 1977/78 heutiges Rathaus der Gemeinde
- Schloss La Croix-Rouge, 1860 errichtet
- Altes Rathaus, Ende des 18. Jahrhunderts erbaut, seit 1842 Rathaus (bis 1977)

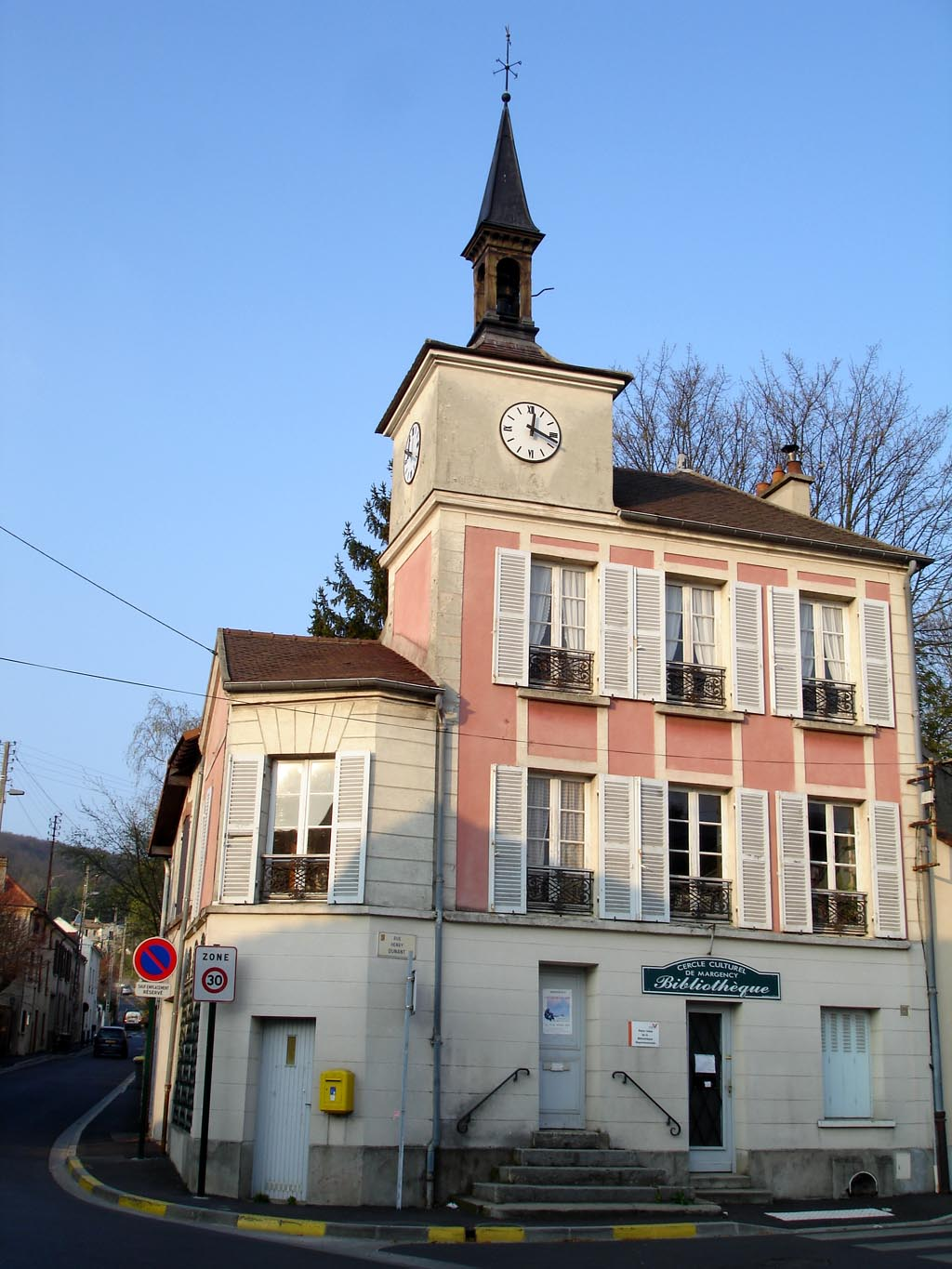
Altes Rathaus

## Persönlichkeiten
- Adrien Quiret de Margency (1727–1802), Militär und Enzyklopädist
- Victor Serventi (1907–2000), Komponist